# Argyrarachne solitus
Genre
Espèce
Argyrarachne solitus, unique représentant du genre Argyrarachne, est une espèce éteinte d'araignées aranéomorphes.

## Distribution
Cette espèce a été découverte en Virginie aux États-Unis. Elle date du Trias.

## Publication originale
- (en) Wunderlich, 2015 : Fossil araneomorph spiders from the Triassic of South Africa and Virginia. Journal of Arachnology, vol. 27, p. 401–414 (texte intégral).